# Lars Wallaeys
Lars Wallaeys (14 december 1981) is een Belgische oud-voetballer die gedurende 22 jaar voor KV Oostende speelde, waarvan elf jaar bij het eerste elftal.

## Biografie
Wallaeys heeft voor slechts één club gespeeld. Hij sloot zich in 1990 aan bij KV Oostende, en stroomde in 2001 door naar het eerste elftal. In het seizoen 2004/05 speelde hij één seizoen in de Eerste Klasse. Wallaeys was ook enkele jaren aanvoerder.
Wallaeys ging na zijn spelerscarrière in het onderwijs. Hij is momenteel coördinator van Olympus, een campus van het Oostendse atheneum GO! Athena die zich specifiek richt op sport. Tussen 2015 en 2017 was hij ook actief bij de jeugdwerking van KV Oostende. De club gaf hem in 2017 een plekje in de Wall of Fame.

## Statistieken
| Seizoen | Club        | Wedstrijden | Doelpunten | Competitie    |
| ------- | ----------- | ----------- | ---------- | ------------- |
| 2001-02 | KV Oostende | NB          | NB         | Derde klasse  |
| 2002-03 | KV Oostende | NB          | NB         | Derde klasse  |
| 2003-04 | KV Oostende | NB          | NB         | Tweede klasse |
| 2004-05 | KV Oostende | 24          | 1          | Eerste klasse |
| 2005-06 | KV Oostende | 25          | 4          | Tweede klasse |
| 2006-07 | KV Oostende | 15          | 4          | Tweede klasse |
| 2007-08 | KV Oostende | 21          | 0          | Tweede klasse |
| 2008-09 | KV Oostende | 23          | 2          | Tweede klasse |
| 2009-10 | KV Oostende | 34          | 1          | Tweede klasse |
| 2010-11 | KV Oostende | 30          | 4          | Tweede klasse |
| 2011-12 | KV Oostende | 37          | 3          | Tweede klasse |

Laatst bijgewerkt: 09-09-18